# Arturo Paz
Arturo Ireneo Paz Solórzano (Mazatlán, Sinaloa, 22 de junio de 1867 – Ciudad de México, 16 de noviembre de 1915) fue un abogado, periodista, editor y traductor mexicano, hijo del periodista Ireneo Paz Flores y tío del Premio Nobel de Literatura Octavio Paz.

## Trayectoria
En 1887 fundó La Juventud Literaria, revista dominical en la que colaboraron algunos de los autores más importantes de la época, como Ignacio Manuel Altamirano, Manuel Gutiérrez Nájera, José Peón Contreras, Juan de Dios Peza, Guillermo Prieto, Vicente Riva Palacio, Federico Gamboa y Justo Sierra. La motivación de realizar una publicación de este tipo fue, según los editores, que las letras y las artes mexicanas tuvieran un órgano propio.  Más tarde, en 1889, se convirtió en propietario de La Revista de México, publicación del mismo corte que la anterior y que terminaría fusionándose con la revista México, fundada por Ángel de Campo, Enrique Santibáñez y Antonio de la Peña.
Como editor impulsó el trabajo de artistas que aún no eran conocidos, tal fue el caso de José Guadalupe Posada, que ilustró varios números de las publicaciones periódicas que dirigió, así como algunas de sus obras literarias.
Fue en La Juventud Literaria que, el 28 de octubre de 1888, Arturo Paz escribió: "Los dibujos que publicamos hoy en la 2da parte de la última plana de nuestro semanario, es debido al magnífico lápiz del joven cuyo nombre encabeza estas líneas. Nuestros lectores pueden admirar cuánta idea, cuánta imaginación tiene el apreciable joven Posada quien en sus ratos de ocio ha dibujado cosas pequeñas que no son ciertamente lo mejor que él hace. Mucho nos complace dirigir elogios a quien lo merece, adivinamos en Posada al primer caricaturista, al primer dibujante que tendrá México. Próximamente esperamos dar una obra maestra de él, la que esperamos merezca los elogios de la prensa y de los inteligentes. Por ahora felicitamos cordialmente al Sr. Posada, deseando siga adelantando en el divino arte a que se ha dedicado."
Tradujo una decena de obras, entre las cuales destacan Monseiur Lecoq, de Émile Gaborieau y Los criminales en el arte y en la literatura, de Enrico Ferri.

## Obra
- Sofía (1889)
- Cuentos sociales (1890)
- Consecuencias (1891)
- Breves apuntes sobre derecho penal militar y manual de administración de justicia militar (1894)
- Leyendas históricas romanas (1895)
- Perjura (1896)